# Municipio de North Creel
El municipio de North Creel (en inglés: North Creel Township) es un municipio ubicado en el condado de Ramsey en el estado estadounidense de Dakota del Norte. En el año 2010 tenía una población de 426 habitantes y una densidad poblacional de 5,21 personas por km².

## Geografía
El municipio de North Creel se encuentra ubicado en las coordenadas 48°10′16″N 98°53′31″O / 48.17111, -98.89194. Según la Oficina del Censo de los Estados Unidos, el municipio tiene una superficie total de 81.81 km², de la cual 77,91 km² corresponden a tierra firme y (4,76 %) 3,9 km² es agua.

## Demografía
Según el censo de 2010, había 426 personas residiendo en el municipio de North Creel. La densidad de población era de 5,21 hab./km². De los 426 habitantes, el municipio de North Creel estaba compuesto por el 97,89 % blancos, el 1,64 % eran amerindios, el 0,23 % eran asiáticos y el 0,23 % eran de una mezcla de razas. Del total de la población el 0 % eran hispanos o latinos de cualquier raza.